# У старому Кентуккі (фільм, 1919)
У старому Кентуккі (англ. In Old Kentucky) — американська мелодрама режисера Маршалла Нейлана 1919 року.

## У ролях
- Аніта Стюарт — Медж Браєрлі
- Малон Хемілтон — Френк Лейсон
- Едвард Коксен — Джо Лорей
- Чарльз Арлінг — Горацій Гольтен
- Едвард Коннеллі — полковник Сандаскі Дулітл
- Аделе Фаррінгтон — тітка Алетея
- Марсія Менон — Барбара Гольтен
- Френк Даффі — Едді Леннгардт
- Джон Каррі — дядько Неб